# Renate Verbaan
Renate Gerschtanowitz-Verbaan (Rotterdam, 27 oktober 1979) is een Nederlandse presentatrice, model en voormalig videojockey.

## Carrière
In 2000 was ze te zien in de Amerikaanse comedyfilm Boys & Girls als een lingeriemodel tijdens de aftiteling.
In 2004 hield TMF een auditie voor een nieuwe vj. Verbaan was toentertijd model en had geen ervaring met presenteren. Zij eindigde bij de beste drie. Tijdens de TMF Awards 2004 werd zij door het publiek gekozen tot de beste van de drie. Programma's die zij op TMF presenteerde zijn onder andere Play en Re-action. Op 1 april 2005 presenteerde ze voor het eerst de TMF Awards, samen met Marco Borsato en Ali B. Verbaans laatste optreden bij TMF was de presentatie van de TMF Awards 2006 op 13 oktober.
In oktober 2006 is ze overgestapt naar RTL 5 om een van de gezichten van het reisprogramma RTL Travel's Hotlist te worden. Ook is ze een van de presentatoren van een Nederlandstalige versie van Beauty & de Nerd. Begin 2007 presenteert Verbaan het programma Revenge of the Nerds, een spin-off van Beauty & de Nerd waarin de tweeling Arjan en Erik Snippe probeerden "echte mannen" te worden. Sinds september 2007 presenteert de presentatrice het programma Lost in Tokyo. In het nieuwe televisie seizoen is Verbaan te zien in de Nederlandse versie van Project Catwalk. Ook presenteerde ze Daten in het donker.
Verbaan was wekelijks te zien als een van de deelneemsters van de zevende editie van de AVRO-serie Wie is de Mol? Ze eindigde samen met Eva Van Der Gucht als verliezer in de finale.
Verbaan werd op de open dag van Feyenoord op 1 augustus 2007 gepresenteerd als ambassadrice van de stadionclub. Haar functie was het promoten van de club in het seizoen 2007/2008. Als reactie gaf zij aan: Mijn vader zit hier op de tribune. In zijn ogen zal dit het hoogst haalbare zijn wat zijn dochter in haar leven kan bereiken.
In januari 2011 werd bekend dat Verbaan het nieuwe Net5-programma Secret Story gaat presenteren.
Sinds begin 2012 presenteert Verbaan het Net5-programma Beat the top designer. Van 2012 tot 2015 was ze showbizzdeskundige in Shownieuws, sinds 2015 is ze een van de presentatrices van dat programma.
Op Witte Donderdag 2013 liep Verbaan mee als verslaggever met de processie van The Passion. Ook was ze in 2013 te zien in een reclamespot van smeerkaasmerk ERU.
In 2014 presenteerde ze het programma Wie goed doet... en ze won tijdens de Astir Awards de Best Beauty Style award.
In 2017 vormde Verbaan een dansduo met Koos van Plateringen in het dansprogramma Dance Dance Dance, ze eindigde op de laatste plaats. Ook presenteerde ze dat jaar met haar man Winston Gerschtanowitz het programma Circus Gerschtanowitz op SBS6.
In 2020 deed Verbaan mee aan het televisieprogramma The Big Escape, waarin ze als derde eindigde. 
In 2020 werd Verbaan ambassadeur voor Oslo Skin Lab Nederland. Nadat ze eerst uitgebreid het product The Solution testte besloot ze zich aan het merk te verbinden voor in ieder geval een jaar.
In 2022 deed Verbaan mee aan het Nederlandse televisieprogramma The Masked Singer met een gastoptreden, dat ze samen deed met haar man Winston Gerschtanowitz als de robots. In 2024 deed ze samen met hem mee aan het televisieprogramma Top 4000 Muziekquiz.

## Privé
Verbaan is sinds 9 juli 2011 getrouwd met acteur en presentator Winston Gerschtanowitz en heeft met hem twee zoons, geboren in 2008 en 2010.

### Presentatie
| Jaar        | Medium       |
| ----------- | ------------ |
| 2004 - 2006 | TMF          |
| 2006 - 2009 | RTL 5/ RTL 4 |
| 2009 - 2019 | Net5/ SBS6   |